# IC 1198
IC 1198 est une galaxie spirale barrée relativement éloignée et située dans la constellation du Serpent. Sa vitesse par rapport au fond diffus cosmologique est de 10 233 ± 11 km/s, ce qui correspond à une distance de Hubble de 150,9 ± 10,6 Mpc (∼492 millions d'al). IC 1198 a été découverte par l'astronome français Stéphane Javelle en 1891.
IC 1198 présente une large raie HI. De plus, elle est une galaxie active de type Seyfert 1.5. Elle figure également dans le catalogue de Marakrian sous la cote Mrk 871 (MK 871).
À ce jour, deux mesures non basées sur le décalage vers le rouge (redshift) donnent une distance de 170,500 ± 0,707 Mpc (∼556 millions d'al), ce qui est à l'extérieur des valeurs de la distance de Hubble.

## Classification morphologique
La plupart des sources consultées restent en désaccords sur la classification morphologique d'IC 1198. Pour la base de données NASA/IPAC, il s'agit probablement d'une galaxie spirale (S?) ou d'une galaxie lenticulaire barrée (SB0), comme indiqué sur son site. Pour le professeur Seligman, il s'agit plutôt d'une galaxie spirale ordinaire (Sc). L'image du relevé SDSS (ci-contre à droite dans l'encadré) nous montre bien la présence d'une barre au centre de la galaxie. Ainsi, la classification d'IC 1198 comme étant une galaxie spirale barrée (SBab) par la base de données HyperLeda semble mieux convenir.